# Corrente della Guiana

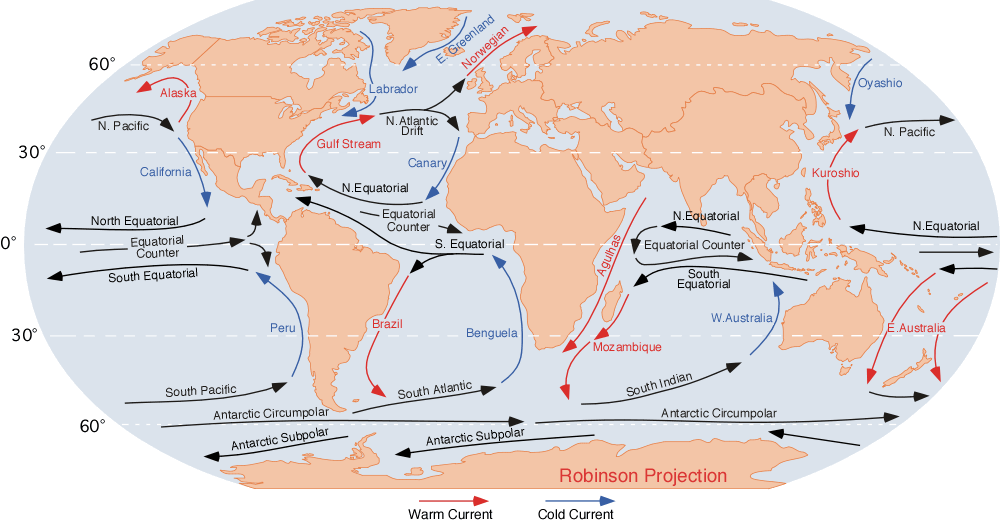
Le principali correnti oceaniche

La corrente della Guiana  è il nome assunto dalla Corrente del Nord Brasile quando essa raggiunge il confine tra Brasile e Guiana, dove cambia denominazione.
Si tratta essenzialmente di una corrente di acqua salina, ma favorisce anche il trasporto verso nord di acqua dolce proveniente dal Rio delle Amazzoni.